# Castello di Saint-Germain-en-Laye
Il castello di Saint-Germain-en-Laye è un castello, antica residenza dei re di Francia, situato nel comune di Saint-Germain-en-Laye (nel dipartimento francese degli Yvelines, Île-de-France).
Comprendeva un Château-Vieux ("Castello vecchio") e un Château-Neuf ("Castello nuovo"), oggi scomparso. Vi sono stati siglati trattati di pace ed editti reali. Oggi ospita il Museo d'archeologia nazionale (Musée d'archéologie nationale, ex Musée des antiquités nationales).

## Storia

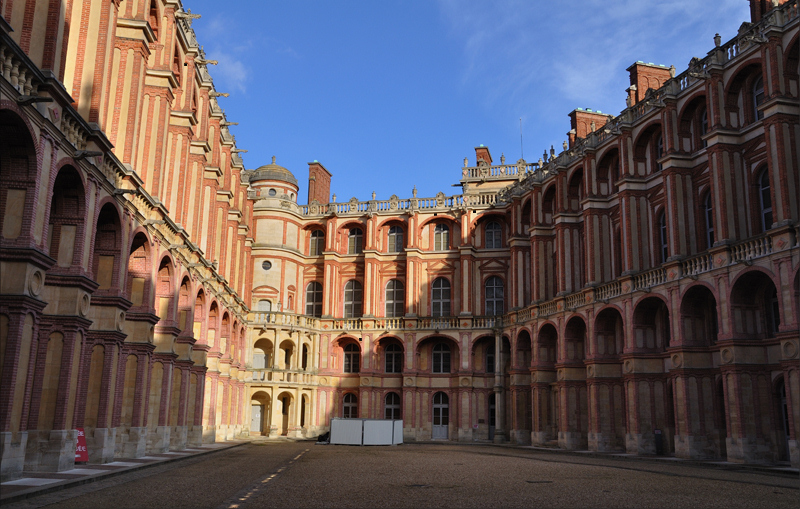
Il Cortile d'onore.

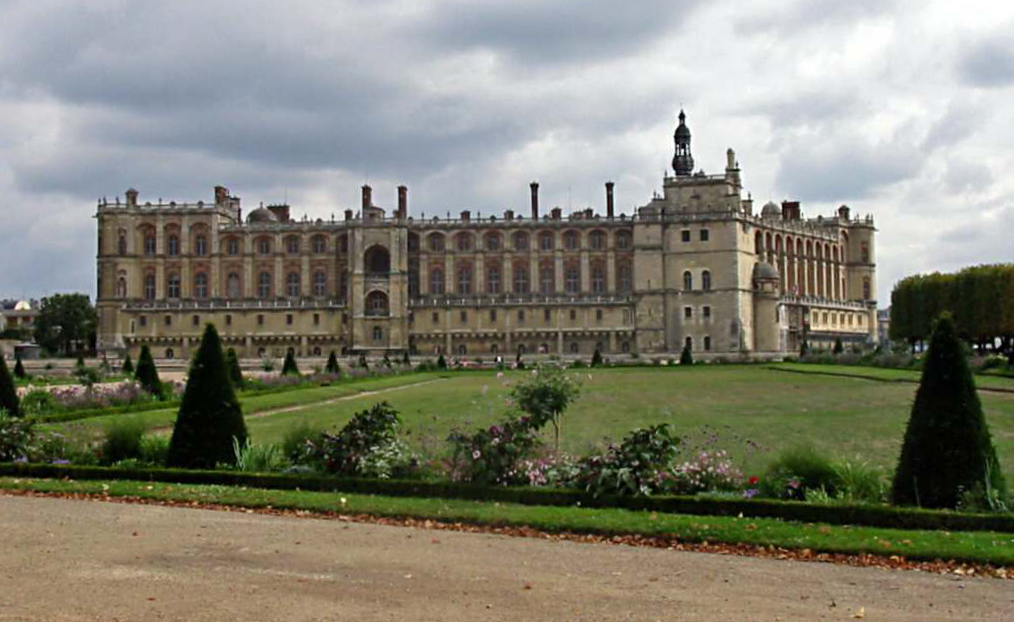
Castello di Saint-Germain-en-Laye. Vista della facciata meridionale sul giardino di Le Nôtre.

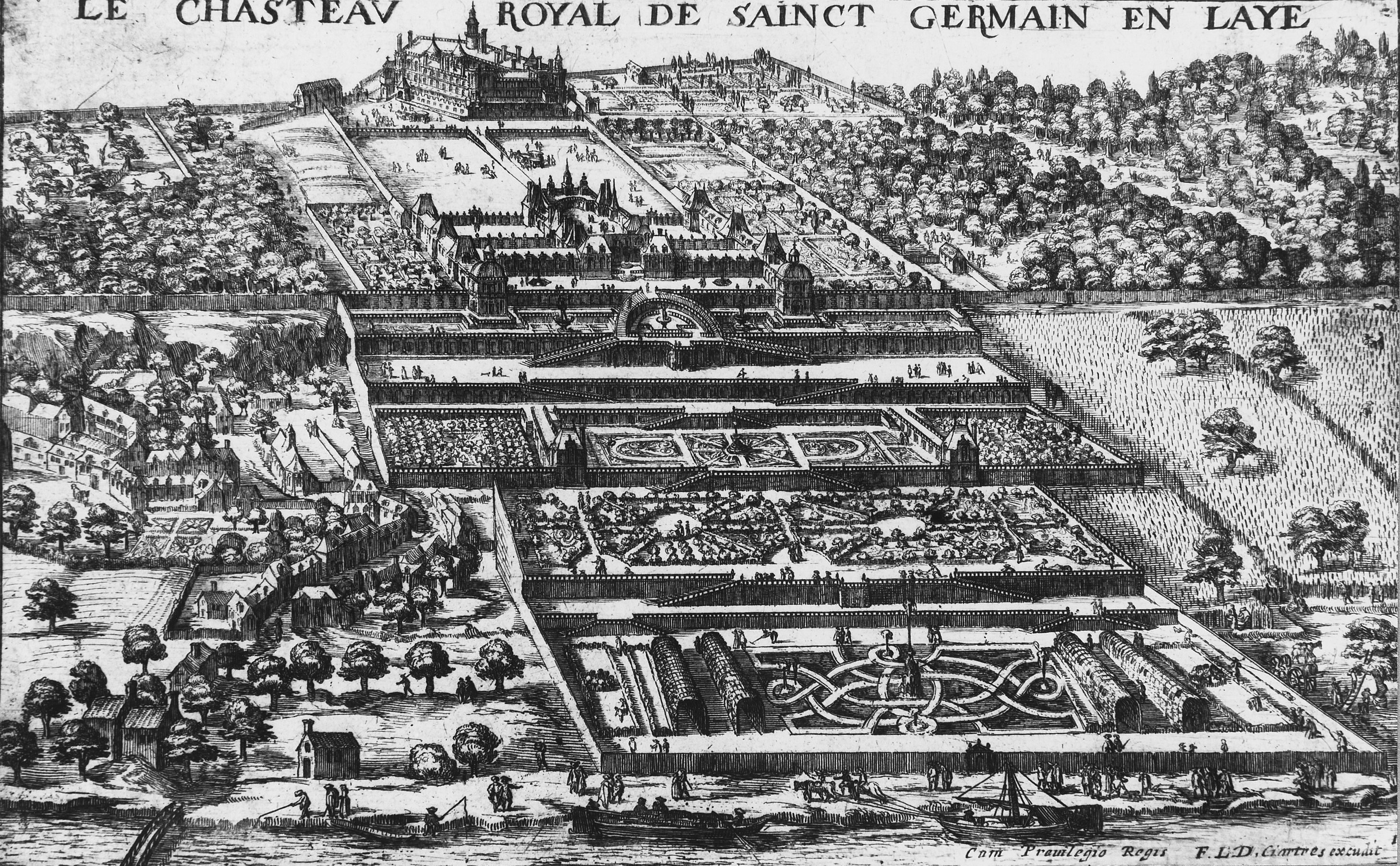
Disegno con i giardini del "Castello nuovo".

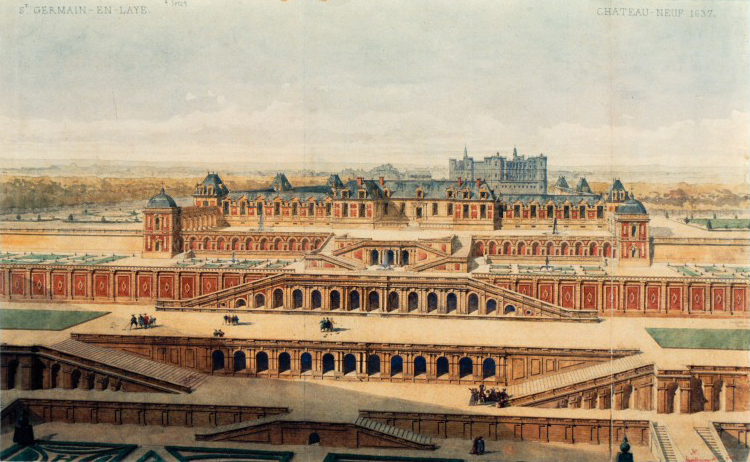
Il "Castello nuovo" intorno al 1637.

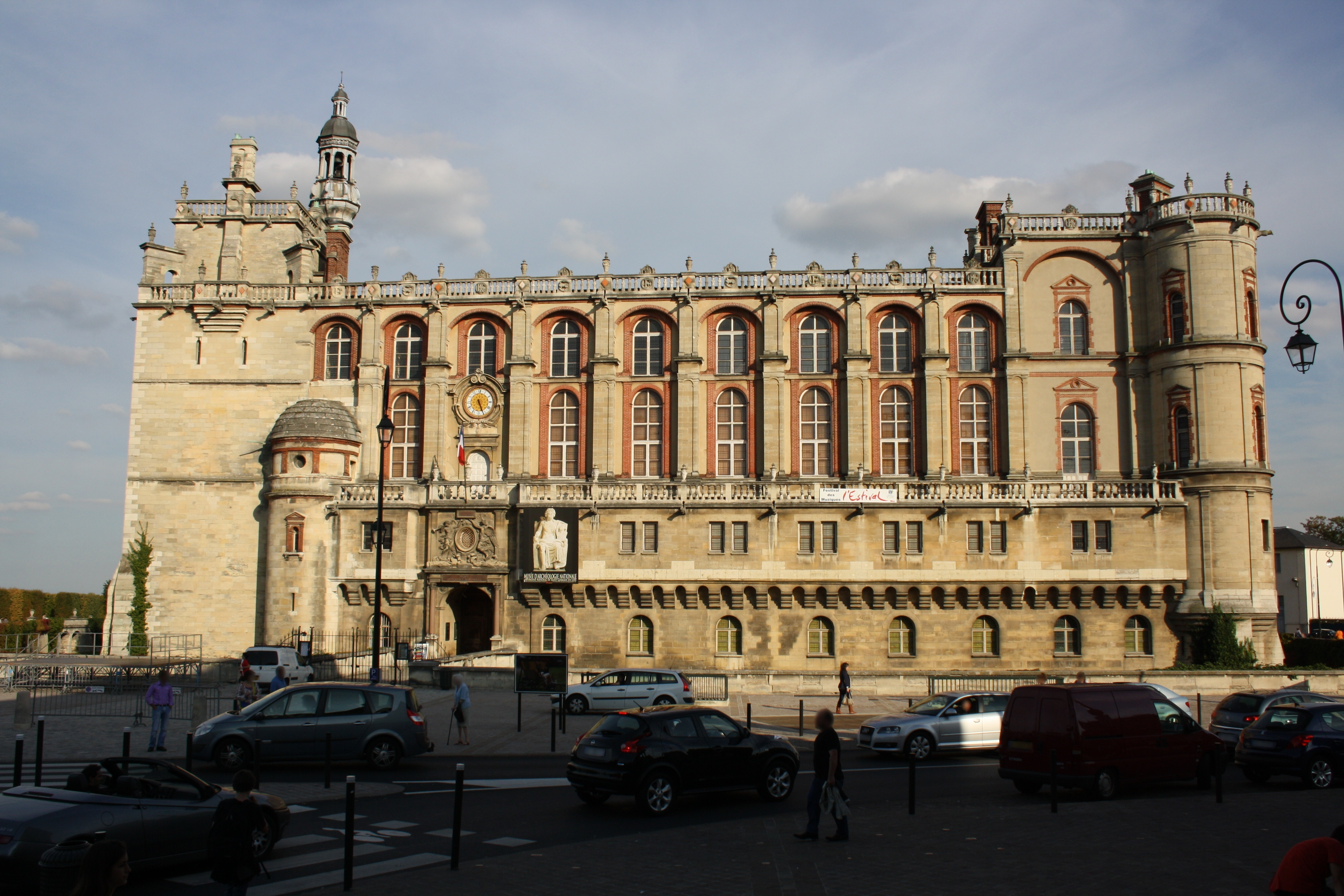
La facciata verso la città.

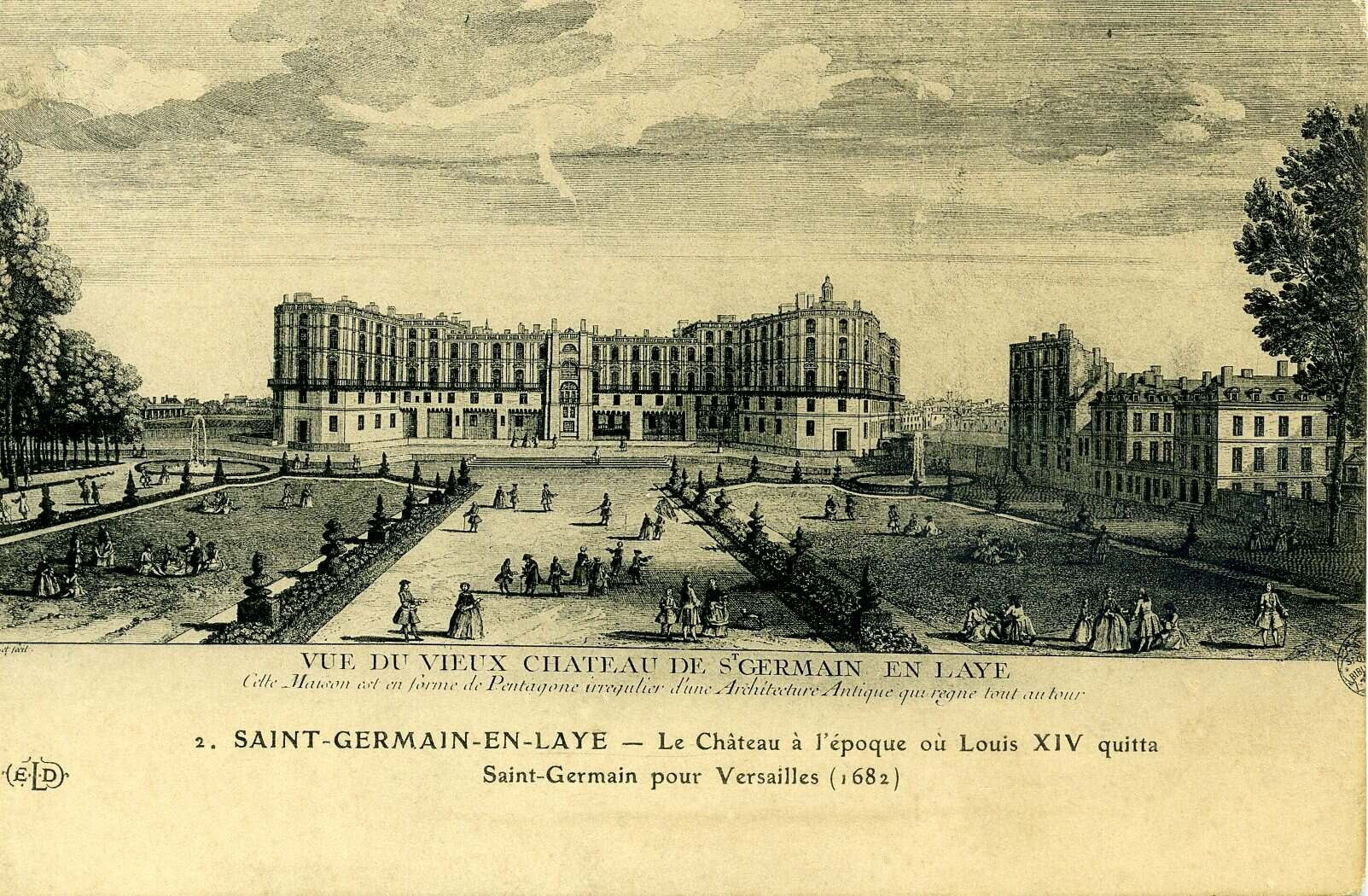
Il castello all'epoca di Luigi XIV (disegno ricostruttivo).

Il castello venne inizialmente costruito durante il regno di Luigi VI il Grosso nel 1124, agli inizi del XII secolo. L'edificio (chiamato in seguito grand châtelet) era circondato da un fossato ed aveva tre ingressi con ponte levatoio. Una cappella dedicata a Notre-Dame vi venne fondata dal re Filippo Augusto nel 1223.
Luigi IX il Santo fece costruire il petit châtelet e nel 1238 la cappella di San Luigi. I tre edifici furono circondati da un muro difensivo. Secondo la leggenda nel 1238 vi si sarebbe svolta la consegna a Luigi IX della reliquia della corona di spine di Cristo da parte di Baldovino II, imperatore latino di Costantinopoli: la reliquia sarebbe stata conservata nella nuova cappella del castello in attesa del completamento della Sainte-Chapelle parigina, dieci anni dopo.
Nel 1346 il castello fu incendiato dal Principe Nero durante la guerra dei cent'anni, lasciando intatta solo la cappella di San Luigi. Le strutture danneggiate furono demolite sotto il re Carlo V, che fece riedificare il castello tra il 1364 e il 1367, di cui rimane oggi la torre angolare ("torre di Carlo V").
Nel 1514 vi si svolsero le nozze tra il futuro re Francesco I e Claudia di Francia e nel 1519 vi nacque il futuro re Enrico II.
L'edificio attuale venne costruito a partire dal 1539 sotto il re Francesco I ad opera dell'architetto Pierre Chambiges e proseguito a partire dal 1544 da Guillaume Guillain, parente di Chambiges, e da Jean Langlois. I lavori proseguirono sotto il successore di Francesco I, il re Enrico II. Alla morte di quest'ultimo il castello aveva una superficie complessiva di 8000 m2, con 55 appartamenti, una sala da ballo, 7 cappelle, una cucina e una prigione nei sotterranei dell'antico maschio.
Enrico II fece inoltre iniziare la costruzione di un altro castello (Château neuf, o "Castello nuovo") su una scarpata che dominava il fiume Senna. I lavori furono affidati a partire dal 1557 all'architetto Philibert Delorme, ma si arrestarono con la morte del re nel 1559 e furono ripresi nel 1567 per le decorazioni sotto la direzione di Francesco Primaticcio. Sotto Enrico IV a partire dal 1594 fu costruito il monumentale insieme di terrazze e scalinate verso la Senna, ad opera di Baptiste Androuet du Cerceau con Etienne du Pérac e Claude Mollet. Vi furono installate grotte con giochi d'acqua e automi, dovuti ai fratelli Francini.
Nel 1550 vi nacque il futuro re Carlo IX. Nel 1562 la regina madre Caterina de' Medici, reggente per il figlio minorenne Carlo IX, vi firmò l'editto di gennaio che concedeva libertà di culto agli ugonotti francesi. Nel 1570 vi fu firmata la pace di Saint-Germain tra il re Carlo IX e l'ammiraglio Gaspard II de Coligny, che pose fine alla terza guerra di religione.
Nel 1638 vi nacque il futuro re Luigi XIV. Nel 1643 alla morte del re Luigi XIII il "Castello nuovo" venne abbandonato e parte delle terrazze e dei giardini furono distrutti da un'inondazione nel 1660.
Sotto il regno di Luigi XIV i giardini furono nuovamente sistemati da André Le Nôtre con la costruzione della "Grande terrazza" (1669-1673) e nuovi lavori furono eseguiti al "Castello vecchio" ad opera di Jules Hardouin-Mansart, con padiglioni quadrati agli angoli ed edifici che inglobarono la cappella di San Luigi.
Nel 1676 avviene il successo della prima assoluta nella Salle des Ballets di Atys e nel 1677 di Isis di Jean-Baptiste Lully, nel 1680 di Proserpine di Lully per l'arrivo di Maria Anna Vittoria di Baviera e nel 1681 di Le triomphe de l'amour di Lully.
Nel 1682 Luigi XIV spostò la residenza reale presso la reggia di Versailles e nel castello venne ospitato dal re di Inghilterra, Giacomo II, che vi morì in esilio nel 1701.

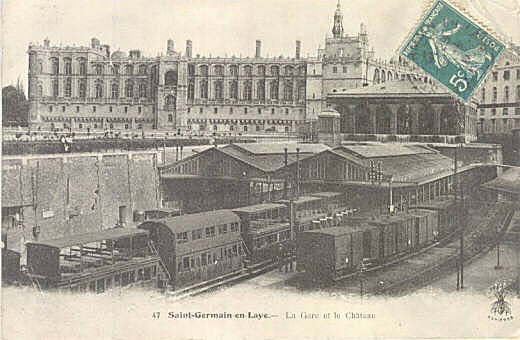
Stazione ferroviaria ottocentesca su una vecchia cartolina.

Nel 1777 i resti del "Castello nuovo" furono distrutti dal conte d'Artois, futuro re Carlo X. Dopo la rivoluzione francese il "Castello vecchio" venne trasformato in prigione. Sotto Napoleone I divenne una scuola di cavalleria, quindi una caserma e tra il 1836 e il 1855 ospitò un penitenziario militare. Nel 1845 i giardini furono attraversati da una linea ferroviaria..
Nel 1862 Napoleone III firmò un decreto per ospitarvi un museo di antichità celtiche e gallo-romane. I lavori di restauro furono condotti da Eugène Millet, che eliminò le aggiunte posteriori all'epoca di Francesco I e ricostruendo le parti mancanti in base ai disegni di Jacques Androüet e di Israël Sylvestre. 
Nel 1867 venne inaugurato il "Museo delle antichità nazionali" (Musée des antiquités nationales), rinnovato nel 1962 da André Malraux. Nel 1975 venne ripristinato il parco. Il museo è divenuto nel 2005 "Museo d'archeologia nazionale" (Musée d'archéologie nationale).
Il 10 settembre del 1919 vi fu firmato il trattato di Saint-Germain-en-Laye.

## Descrizione

### Cappella di San Luigi

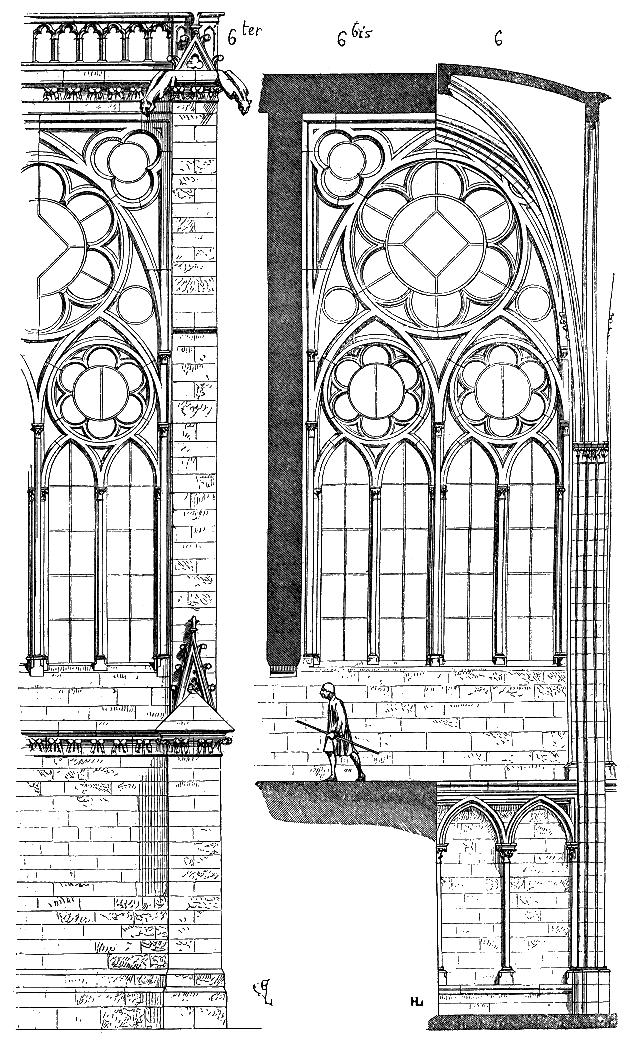
Disegno dei muri della cappella di San Luigi (da Eugéne Viollet-le-Duc, Dictionary of French Architecture from 11th to 16th Century, 1856.

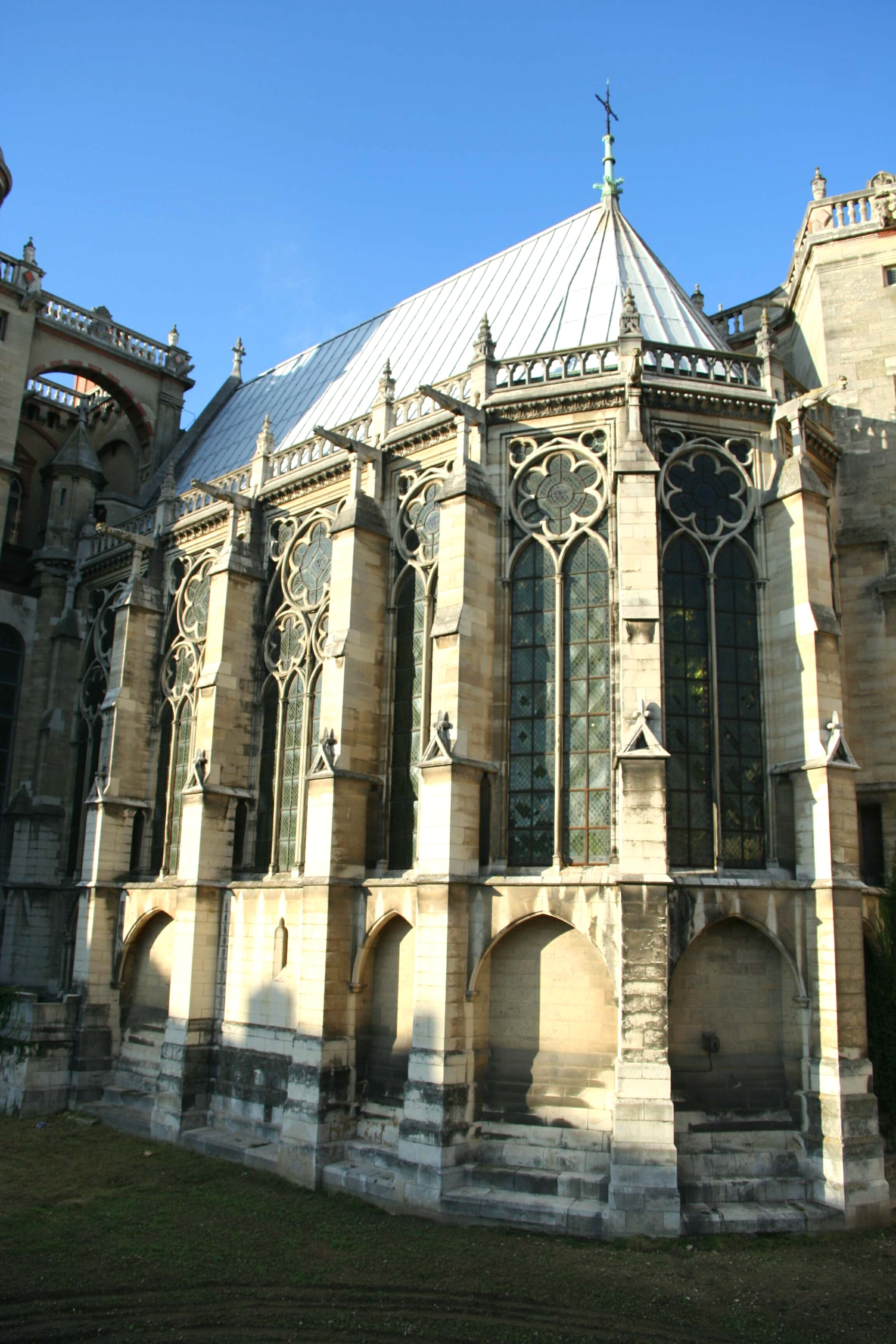
Esterno della cappella di San Luigi.

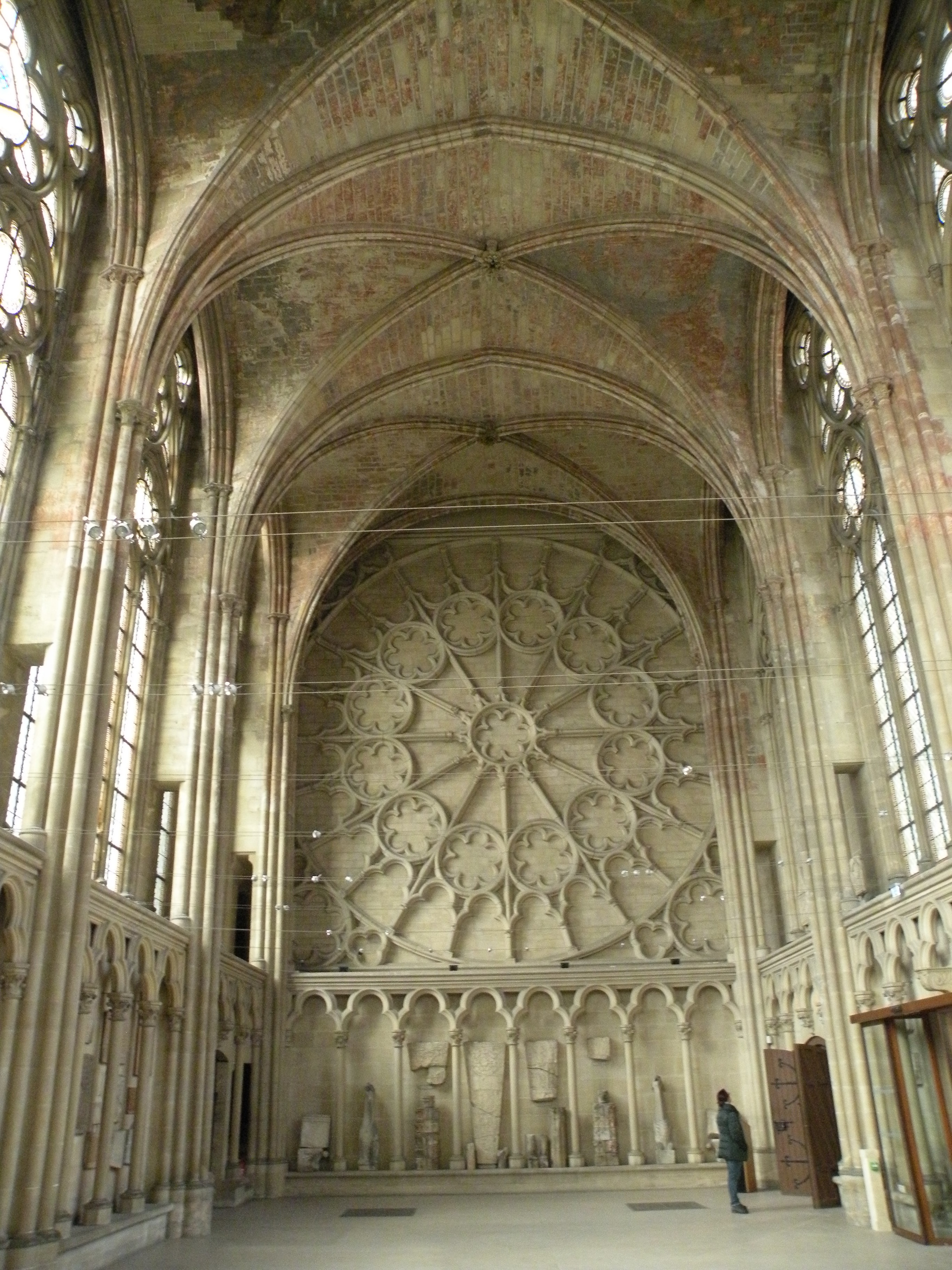
Veduta dell'interno della Cappella.

La cappella in stile gotico flamboyant venne costruita a partire dal 1238 sotto il re Luigi IX il Santo, che instaurò presso il castello un servizio religioso regolare. In origine era separata dalle altre costruzioni del castello.
Ha forme simili a quelle della successiva Sainte-Chapelle di Parigi (1240-1248), dell'architetto Pierre de Montreuil.
Ha una lunghezza di 29 m e una larghezza di 9,5 m, mentre le volte raggiungono un'altezza di 17 m.
Presenta un'unica navata, terminante con un'abside, e finestre molto alte con vetrate, che occupano quasi l'intera estensione del muro perimetrale, sostenuto da contrafforti esterni. Sotto le finestre la parete del basamento è decorata da una serie di piccole arcate a sesto acuto. L'estensione delle finestre è permessa dall'introduzione di elementi di rinforzo in metallo, che rafforzano la stabilità delle pietre.
La navata è coperta da una volta a crociera, le cui costolature si prolungano in sottili colonne che arrivano fino a terra.
Nel basamento esterno tra i contrafforti sono presenti arcature cieche. 
Sulla facciata di ingresso, sul lato occidentale, si apre un grande rosone sopra il portale.
Oggi la cappella ospita una collezione lapidaria, con lastre funerarie incise, e sarcofagi provenienti da Rosny-sur-Seine e da Chelles.

### Padiglione di Enrico IV
Unico resto del "Castello nuovo" è un edificio che conserva l'antico oratorio del re Enrico IV. Sopravvissuto alla demolizione iniziata dal futuro re Carlo X prima della rivoluzione francese, fu in seguito venduto a privati. Fu restaurato e ingrandito a partire dal 1825 e fu in seguito in proprietà della Compagnie des chemins de fer de l'Ouest, che lo affittò a Jean-Louis-François Collinet per aprirvi un ristorante che ebbe una certa notorietà nell'Ottocento e tuttora è un albergo.
Durante la seconda guerra mondiale fu occupato come quartier generale dell'esercito tedesco tra il 1940 e il 1944.

### Grande terrazza

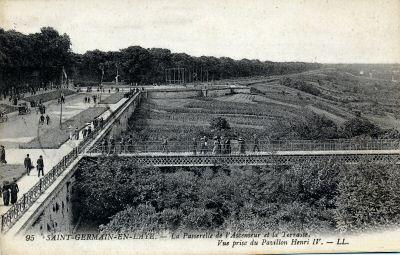
La "Grande terrazza" intorno al 1910.

La "Grande terrazza" fu sistemata da André Le Nôtre su commissione del re Luigi XIV tra il 1669 e il 1674, come ingrandimento dei giardini alla francese del "Castello nuovo", di cui costituisce uno dei pochi resti.
La terrazza è lunga 2400 m e larga 30 m ed era bordata di tigli, modernamente ripiantati. Costruita su un'elevazione che domina il fiume Senna offre un panorama su Parigi da ovest.
È suddivisa in una prima parte, lunga 1945 m, e una seconda lunga 500 metri ("petit terrace"). Un effetto prospettico è determinato da una leggera pendenza iniziale e da un falso piano per la parte restante.